# 大気イオン地震予測研究会e-PISCO
特定非営利活動法人大気イオン地震予測研究会e-PISCO（たいきイオンじしんよそくけんきゅうかいイーピスコ）は、大気イオン濃度、宏観異常などから地震予測をめざす特定非営利活動法人（NPO法人）である。通称イーピスコ。1997年に岡山理科大学総合情報学部創設に際し初代理事長・弘原海清（大阪市立大学名誉教授、2011年1月3日逝去）が設立した「地震危険予知プロジェクトPISCO」が2004年に特定非営利活動法人として認証され「特定非営利活動法人大気イオン地震予測研究会e-PISCO」として発足。理事長は矢田直之（神奈川工科大学工学部機械工学科准教授）。

## 活動の概要
市民活動から得られる宏観異常情報（自然観察、フィールド科学、住民参加の判断による異常情報）を地震予測の判断の元になるデータとして肯定的に評価し、情報共有することで、地震が発生した場合の被害リスクの軽減を目指すNPO団体。 研究会が所有している日本全国に設置された17基の大気イオン計測機器で広域大気イオンを24時間365日連続モニターして数値的変化を一般公開している。 広域大気イオンの急激な変化は地震の兆候ではないかとする理論のもとに組まれた警戒情報の結果予測も公開している。 結果予測をどう評価するのかは自己責任としている。
文部科学省によれば、まだ十分に評価できる段階には達していないとされているものの、例えば2013年4月6日以降観察された急激な広域大気イオン濃度の上昇を感知して、「淡路島を中心としたマグニチュード（M）5級の地震が発生する」という警戒情報を同7日に発表し、同13日に発生した淡路島付近を震源とするM6.3の地震を的中させたと言われている。

## 事業所
- 厚木事業所：神奈川県厚木市下荻野1030番地　神奈川工科大学工学部機械工学科 矢田研究室内

## 事業内容
1. 高精度で小型軽量オンライン操作型の大気イオン濃度測定器の研究開発[3]
2. 大気イオン濃度の広域測定地点の選定・設置・運用など
3. 多地点測定データのマルチオンライン収集・処理・配信など
4. 活動成果の普及・啓発

## 役員
- 理事長
  - 矢田直之（神奈川工科大学工学部機械工学科 准教授）
- 副理事長
  - 新井典夫（有限会社A&A構造研究所 代表取締役）
- 理事
  - 川原村敏幸（高知工科大学ナノテクノロジー研究所 助教）

## 大気イオン濃度測定点

### 正規測定点
- 岡山・理大1（岡山市理大町、岡山理科大学工学部、1997年-2008年9月1日）
- 長野・松本（松本市白板、信州建築構造協会、2004年5月22日-）
- 岡山・津島東（岡山市津島東、e-PISCO事務局、2004年7月13日-2005年7月27日）
- 兵庫・南あわじ（南あわじ市阿万西町、南あわじ環境防災センター（出田鐵工）、2004年7月27日-2009年4月12日）
- 神奈川・厚木（厚木市下荻野、神奈川工科大学工学部、2004年8月1日-）
- 岡山・理大2（岡山市理大町、岡山理科大学理学部、2005年3月24日-2008年9月1日）
- 大阪・吹田（吹田市春日、ミラクルソリューションパートナーズ、2005年4月7日-2007年12月7日）
  - 2005年4月7日-2007年7月5日は吹田市広芝町・ミラクルスリーコーポレーション
- 千葉・南房総（南房総市川上、千葉大学伊予ヶ岳地殻変動・地球電磁気観測所、2005年8月10日-2010年1月9日）
- 静岡・沼津（沼津市宮本、富士通沼津工場、2005年10月31日-）
- 徳島（徳島市南常三島、徳島大学工学部、2006年5月29日-2009年4月12日）
- 京都・木津川（木津川市兜台、積水ハウス総合住宅研究所、2006年9月13日-）
- 高知・香美（香美市土佐山田町宮ノ口、高知工科大学ナノデバイス研究所、2010年5月3日-）
- 金沢（金沢市観法寺町、信州建築構造協会（株式会社フレスコーヴォ）、2010年6月18日-）

### 補助測定点
- 兵庫・川西（川西市緑台、e-PISCO旧本部、2011年5月22日-）
  - 2004年5月1日 - 2011年5月21日：正規測定点
- 長野・飯田（飯田市滝の沢、信州建築構造協会、2009年8月1日-）
- 静岡・清水区（静岡市清水区草薙、渡邊工務店、2009年10月28日-）
- 岡山・北区（岡山市北区理大町、岡山理科大学理学部、2009年11月4日-）
- 宮崎（宮崎市学園木花台西、宮崎大学工学部、2009年12月17日-）
- 栃木・小山（小山市若木町、ご協力個人、2009年12月21日-）
- 徳島（徳島市南常三島、徳島大学工学部、2010年2月2日-）
- 兵庫・南あわじ（南あわじ市阿万西町、南あわじ環境防災センター（出田鐵工）、2010年2月3日-）
- 北海道・音更町（音更町共栄台西、北開水工コンサルタント、2010年2月4日-）
- 岩手・金ケ崎町（岩手県金ケ崎町西根森山、富士通ファシリティーズ・エンジニアリング岩手事業所、2010年5月21日-）
- 札幌・西区（札幌市西区、山の手博物館、2010年7月15日-）

## 報道
- 『M9予兆も！3.11前触れとらえた研究者が緊急警告 巨大地震 次はやっぱり関東が危ない！』（地震への備えの一環として、宏観異常現象について - 矢田解説） 主婦と生活社「週刊女性」（12月6日号、11月22日発売） p.38-39（2011）
- 『地震予知の可能性』（東北地方太平洋沖地震の前に捉えられた大気イオン濃度異常について - 新井解説）テレビ信州（長野県ローカル）TSB NEWS 報道ゲンバ 2011年9月13日
- 『ネコが鳴きやまず、ネズミが走り回り、イルカは砂浜に 動物は地震を予知できる？ 震災前に目撃された異常行動 五感使って察知？／科学的には未知』（弊会収集の東北地方太平洋沖地震の宏観異常現象のうち、動物の異常行動） 朝日小学生新聞 2011年9月6日
- 『頻発する余震・・・巨大地震の可能性は？ 地震の予知は可能？動物やイオン濃度に異常も』（矢田取材） テレビ朝日 情報満載ライブショー モーニングバード! 2011年8月23日
- 『「いつ来てもおかしくない」東海地震 ホントの可能性』（東海地震の発生可能性について - 矢田解説） 主婦と生活社「週刊女性」（8月23日・8月30日合併号、8月9日発売） p.40-41（2011）
- 『最大余震は来る？追跡！地震予知最前線』（東北地方太平洋沖地震の最大余震について - 矢田解説）フジテレビ 情報プレゼンター とくダネ! 2011年7月25日
- 『佐藤記者の大震災報告 笑顔を守る「地震の前兆を捕らえよ！」』（事務局担当者コメント） YOMIURI ONLINE yomiDr.／読売新聞 2011年7月22日
- 『地震は予知できるか「2章 地震・津波の前兆（動植物編）」「3章 地震・津波の前兆（自然現象編）」』（当会担当者コメント・e-PISCO地震予知法解説、東北地方太平洋沖地震や兵庫県南部地震で当会に寄せられた宏観異常現象を紹介）宝島社「別冊宝島」（1789号、発行8月12日、7月12日発売）（2011）
- 『イオン濃度で地震予知 地震前に激増 新潟県中越地震で成功 神奈川工科大・矢田准教授』（矢田解説） 東京新聞（夕刊） 2011年7月9日
- 『「M8級地震」これだけの根拠と"ホットスポット"』（東北地方太平洋沖地震の前兆現象 – 矢田解説） 毎日新聞社「サンデー毎日」（7月3日号、6月21日発売） p.122-124（2011）
- 『福島第一原発が崩壊の危険 6月末「巨大余震説」を追う』（東北地方太平洋沖地震の宏観異常情報の収集について） 講談社「週刊現代」（7月2日号、6月20日発売） p.38-41（2011）
- 『魚と地震前兆との関連性』（矢田コメント） TBSテレビ みのもんたの朝ズバッ! 2011年6月17日
- 『特集「着目 大気の異変で地震予知」』（矢田解説）フジテレビ ニュースJAPAN 2011年6月15日
- 『2011年4月23日実施 千葉・東京湾磁気異常調査 房総・東京湾で磁気異常が続発。「3.11」のひずみは南へ！？次は首都圏直下M7がくる！！』（弘原海コメント） 集英社「週刊プレイボーイ」（6月6日号、5月23日発売） p.44-46（2011）
- 『震源地近くでの異常現れず 大気イオンの地震予知』 胆江日日新聞 2011年5月19日
- 『東日本大震災 特徴・性質は？いつまで続く？次はいつ来る？そもそも余震って何なんだ!?Q&A』（矢田解説） 主婦と生活社「週刊女性」（5月3日号、4月19日発売） p.158-159（2011）
- 『総力特集 3.11東日本大震災 やっぱり東日本!!激震止まらず…M7クラス余震強襲！』（矢田コメント） 主婦と生活社「週刊女性」（4月5日号、3月22日発売） p.34-36（2011）
- 『LOOK!特別版 M9.0の「余震」海岸に打ち上げられた大量のイルカほか 大地震の「前兆」はあった？』（当会担当者コメント） 講談社「週刊現代」（4月2日号、3月19日発売） p.60-63（2011）
- 『ニッポン震撼ワイド 地震予知研究の〝盲点〟 3点同時地震』（当会担当者コメント） 毎日新聞社「サンデー毎日」（3月27日増大号、3月17日発売） p.137（2011）
- 『M8.8巨大地震が次に〔3月中！〕襲う場所 イルカ、メダカ…大量報告されていた「異常行動」「カラスが壁に激突して落下した」』（矢田コメント） 徳間書店「アサヒ芸能」（3月24日号、3月15日発売） p.23-33（2011）
- 『特集「弘原海清理事長の足跡、今後のe-PISCOの活動」』 読売テレビ かんさい情報ネットten! 2011年2月22日